# Wilhelmus Crone

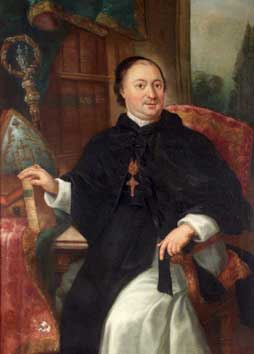
Wilhelmus Crone, 46. Abt von Marienfeld

Wilhelmus Crone OCist (* 2. August 1729 in Ankum; † 15. September 1784 im Kloster Rengering) war Priester und Abt des Klosters Marienfeld.

## Leben
Wilhelm Crone wurde am 2. August 1729 in Ankum bei Bersenbrück geboren. 1753 trat er in das Zisterzienserkloster Marienfeld ein und wurde am 8. November eingekleidet. Am 11. November 1754 legte er seine Profess ab. Am 1. März 1760 empfing er die Priesterweihe und wurde am 2. Januar 1771 als Kaplan in Harsewinkel eingesetzt. Am 7. Februar 1774 wurde er zum 46. Abt von Marienfeld gewählt. Die Benediktion empfing er durch Wilhelm von Alhaus, Weihbischof in Münster. Es assistierten Josef Mues, Abt von Iburg, und Ludger Zurstraßen, Abt von Kloster Liesborn. Ihm gelten die Verse:

„Bernhard stand bei seiner Geburt Pate,
 Romualdus bei seiner Wahl,
 Pius brachte dir, Wilhelm, die Mitra.“

Die Mönchschronik von Marienfeld sagt über Wilhelm Crone: 

„Wegen gewisser Umstände wurde dieser Beschluss geändert und er zum Beichtvater in Rengering ernannt.“

Als der Abt zur Erholung das Kloster Rengering besuchte, wurde er krank und nach elf Wochen verstarb er am 15. September 1784 an der Wassersucht. Sein Leichnam wurde nach Marienfeld überführt und vor der Sakristei begraben.